# Manuel Pablo
Manuel Pablo García Díaz (født 25. januar 1976 i Arucas, Spanien) er en spansk tidligere fodboldspiller (højre back).
Efter at have startet sin karriere hos UD Las Palmas skiftede Manuel Pablo i 1998 til Deportivo La Coruña. Her spillede han de følgende 18 år og nåede næsten 400 ligakampe for klubben. Han var med til at vinde det spanske mesterskab i år 2000 og Supercopa de España samme år.
Manuel Pablo spillede desuden 13 kampe for det spanske landshold. Han debuterede for holdet 2. september 2000 i en VM-kvalifikationskamp på udebane mod Bosnien.

## Titler
La Liga
- 2000 med Deportivo La Coruña

Supercopa de España
- 2000 med Deportivo La Coruña

UEFA Intertoto Cup
- 2008 med Deportivo La Coruña